# Zwenzow

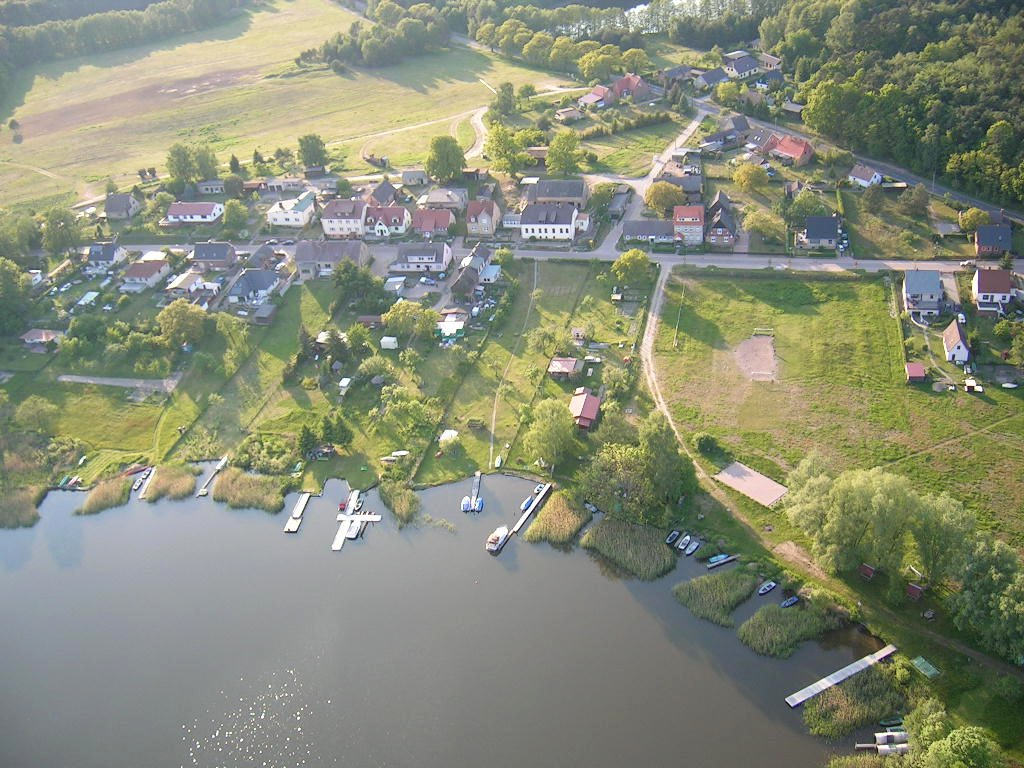
Luftbild von Zwenzow aus dem Jahr 2004

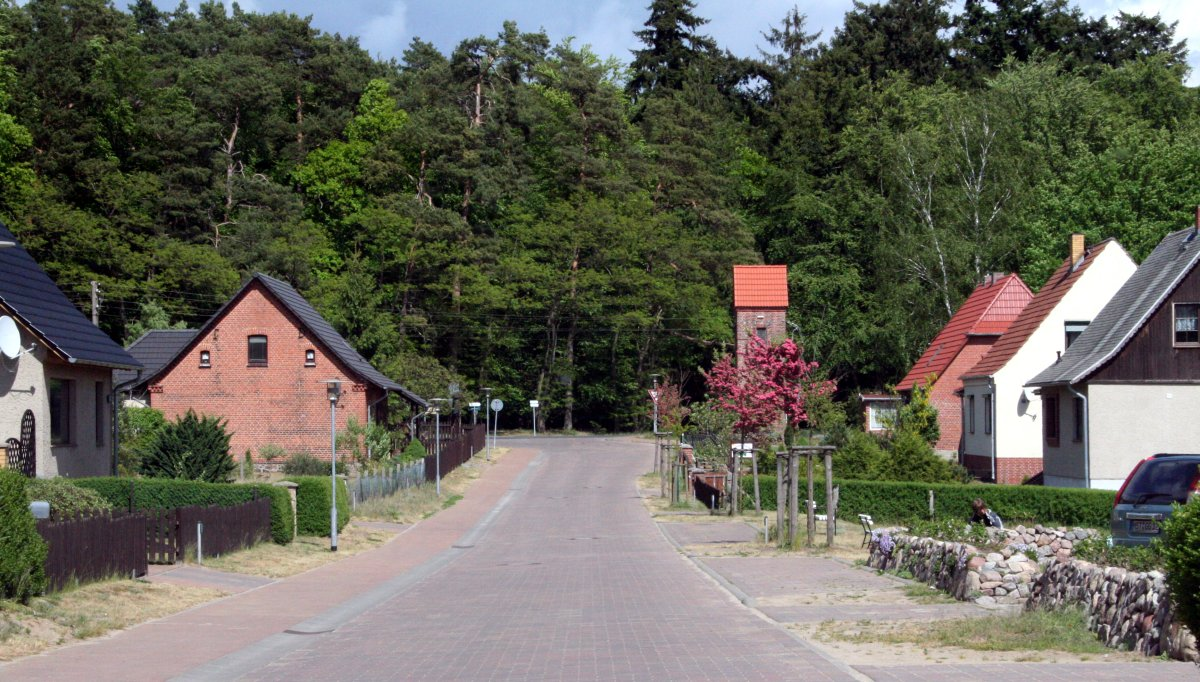
Blick an der Hauptstraße entlang nach Norden

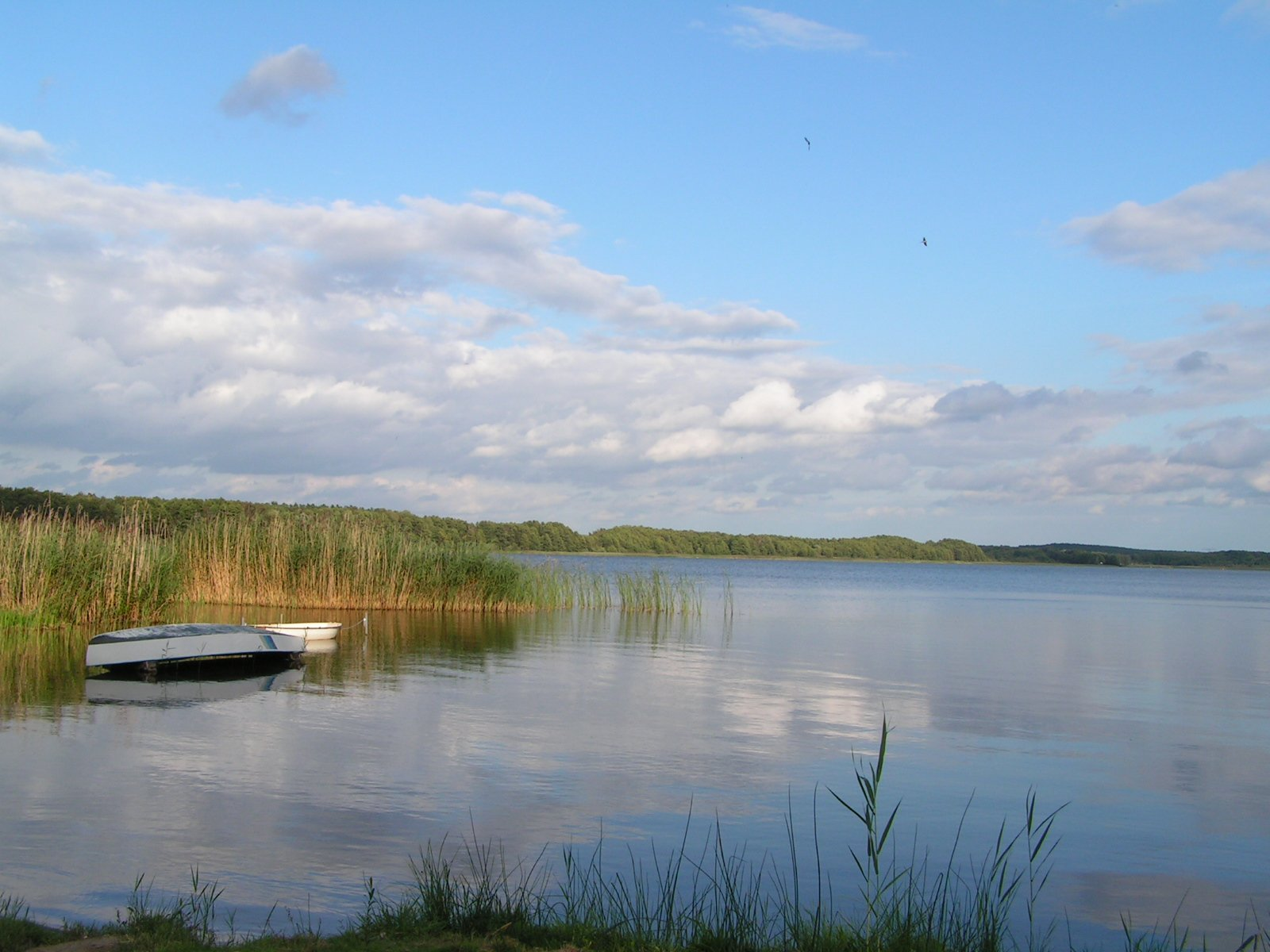
Blick auf den Labussee

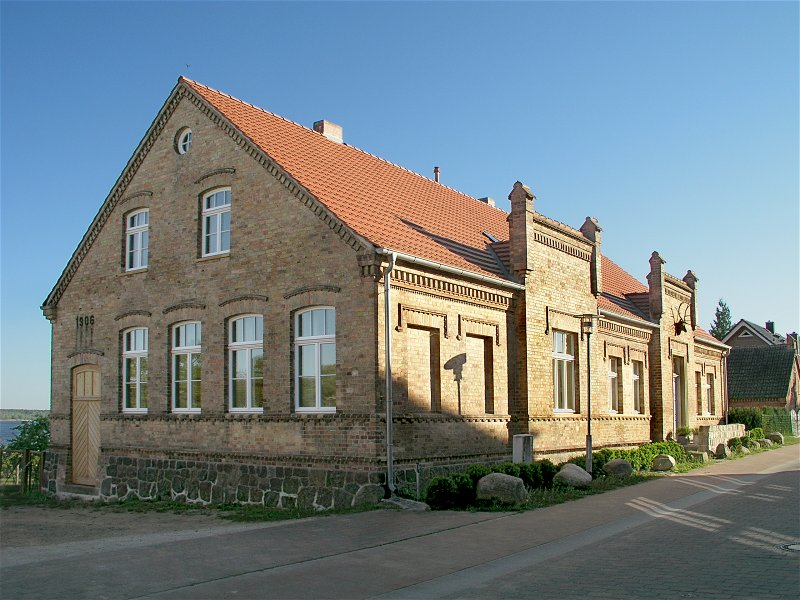
Ehemaliges Forsthaus und ehemalige Schule (2007)

Zwenzow ist ein Ortsteil der Gemeinde Userin im Landkreis Mecklenburgische Seenplatte mit etwa 100 Einwohnern und liegt direkt am Nordufer des  Großen Labussee, angrenzend an den Müritz-Nationalpark.

## Geschichte
Vor mehr als eintausend Jahren ließen sich die Wenden am Labussee nieder und gründeten ein Fischerdorf. Die Ortsbezeichnung Zwenzow stammt von dem Wort sveca, was in etwa Wohnsitz der heiligen Familie bedeutet. 1275 wird Zwenzow als Swenza und 1568 als Tzuuentze erwähnt. Nachdem die Pest um 1350 in der Gegend gewütet hatte, hielt sich der Name allein 400 Jahre lang als Flurbezeichnung – Einwohner hatte Zwenzow nicht mehr.
Erst gegen Ende des 18. Jahrhunderts entstand eine neue Siedlung mit einer Teerschwelerei und Holzwärterei. Die 1878 eingerichtete Schule wurde bis 1958 genutzt.
Aufschwung brachten dann zur Jahrhundertwende die so genannten Sommerfrischler, die aus den Großstädten in die unberührte Natur kamen. Für sie wurde am Waldrand das Haus am See errichtet, das mit einer großen Glasveranda mit Blick auf den Labussee aufwartete. Nach dem Zweiten Weltkrieg wurde aus diesem Haus ein Müttererholungsheim, nach der Wende das Badehus.
Die Zwenzower Schleuse entstand 1934 als Verbindung zwischen dem Useriner See und dem Großen Labussee, um Langholz zu flößen. Sie ist mit 80 Metern die längste Schleuse in der Mecklenburgischen Seenplatte und auch die einzige, welche direkt vom See aus befahren wird.
Am 1. Juli 1950 wurde Zwenzow nach Userin eingemeindet. Der Ortsteil hatte am 31. Dezember 2016 114 Einwohner.

## Baudenkmale
In der Liste der Baudenkmale in Userin ist für Zwenzow die ehemalige Revierförsterei mit Stall (Dorfstraße 4) als einziges Baudenkmal aufgeführt.